# Nightwalker
Mayonaka no Tantei Nightwalker (Detetive da meia noite Nightwalker) é uma série de anime criado por Ayana Itsuki, e adaptada de um jogo da IBM intitulado Mayonaka no Tantei Night Walker (真夜中の探偵 Night Walker).
O Nightwalker incorpora elementos dos gêneros horror,  violência, história de detetive e vampirismo,, e é considerado como uma história de vampiro "com um pouco de distorção". Possui 12 episódios e é produzido pela AIC. Exibido originalmente no Japão entre 8 de julho a 23 de setembro de 1998 pela TV Tokyo e no Brasil pela Locomotion em 2004.

## Personagens
- Shido Tatsuhiko - É o protagonista da série. De origem misteriosa, era humano até ser transformado em vampiro por Cain e não se lembra de nada mais de antes de virar vampiro. Durante o dia ele é apenas um investigador, a noite é um caçador de monstros, caçando demônios ["nightbreed"], vampiros entre outros.
- Yayoi Matsunaga - Integrante da NOS, volta e meia oferece seu sangue para Shido.
- Riho Yamasaki - Uma colegial meiga que começa a trabalhar para Shido e acaba se apaixonando pelo rapaz.
- Guni
- Cain - Principal antagonista da série, há muito tempo transformou Shido em vampiro e afirma no episódio 4 ter vivido junto com Shido na Transilvânia. Por ser vampiro a mais tempo é mais poderoso que Shido.
- Yoko Asahina (episódio 2)
- Shunichi (episódio 5)
- Mikako (episódio 5)

## Lista de episódios
- Episódio 1 - O homem vindo da escuridão
- Episódio 2 - Condições para virar estrela
- Episódio 3 - O fugitivo
- Episódio 4 - O amanhecer dourado
- Episódio 5 - O remédio dos mortos
- Episódio 7 - Mãe e filho
- Episódio 8 - O andarilho da noite
- Episódio 9 - O rosto da outra
- Episódio 10 - Lágrima do anjo
- Episódio 11 - Feiticeira da floresta
- Episódio 12 - Escuridão eterna

## Música
A trilha sonora do anime, composta por Akifumi Tada, é conhecida por seus temas de jazz e uso proeminente de saxofones. Apresenta "Gessekai" (月世界) de Buck-Tick como tema de abertura e "Mirai Kōro" (未来航路) de La'cryma Christi como tema de encerramento. Ao contrário do comum, estas músicas não foram escritas como canção tie-in para o anime, foram selecionadas entre os trabalhos existentes das bandas. Uma trilha sonora oficial foi lançada no Japão em 14 de outubro de 1998 pela Universal Music Japan. 